# Puente de Segovia
El puente de Segovia es un monumento renacentista de la ciudad española de Madrid, obra del arquitecto Juan de Herrera. Se sitúa en el cruce de la calle de Segovia con el río Manzanares, punto que históricamente ha constituido uno de los principales accesos a la villa.
En 1996 fue declarado Bien de Interés Cultural con categoría de Monumento.
Conocido antiguamente como «puente segoviana», las primeras referencias de esta construcción datan del siglo XIV, cuando el rey Alfonso XI de Castilla autorizó su edificación mediante dos cartas escritas en 1345 y en 1346. En los primeros dibujos y pinturas de la ciudad, fechados en el siglo XVI, el puente aparecía bien con nueve arcos, bien con trece.

## Historia
Su construcción fue ordenada por Felipe II a su arquitecto preferido, Juan de Herrera, autor del Monasterio de El Escorial y del Palacio Real de Aranjuez, entre otros edificios. Las obras, que contaron con un presupuesto de 200 000 ducados, se extendieron entre 1582 y 1584.

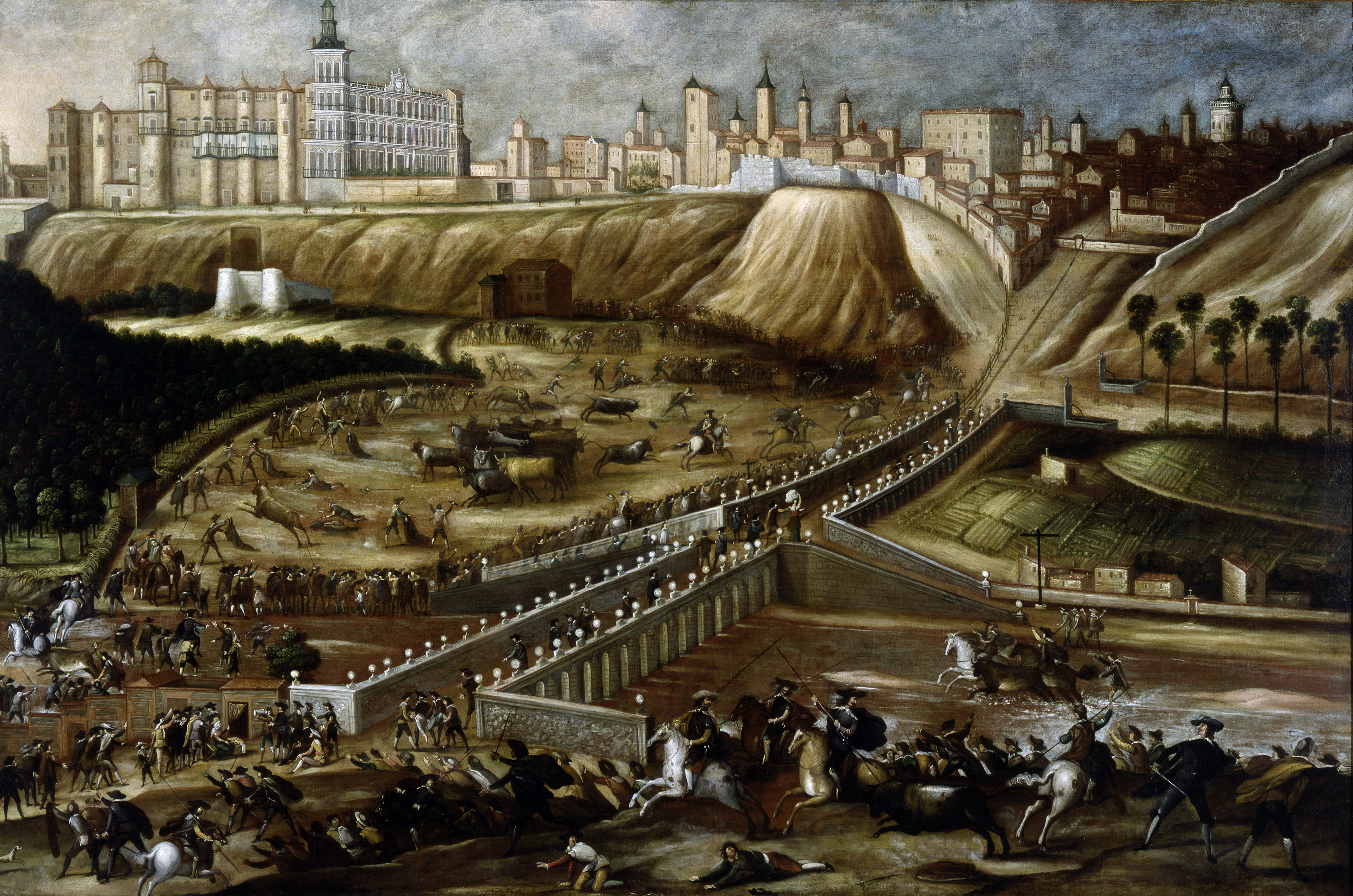
Vista del Alcázar Real y entorno del Puente de Segovia, anónimo, c. 1670.

Seis decenios después de su apertura, en el año 1648, el arquitecto José de Villarreal procedió a la reparación del tablero superior. En 1648, fue colocada en su frente una puerta ornamental, obra de Teodoro Ardemans, para dar mayor monumentalidad al puente. Este elemento fue eliminado con el paso del tiempo.
En noviembre de 1936, durante la guerra civil española, fue volado por el Gobierno para evitar la entrada en Madrid de soldados rebeldes al mando del general Yagüe. Tras la contienda, el nuevo Gobierno lo reconstruyó introduciendo algunas variaciones con respecto al diseño original. Se procedió a su ensanche y fueron construidos cuatro patines (dos a cada lado) y un embarcadero, ubicado a sus pies, en el contexto de las obras de canalización del río Manzanares.
En la década de 1960, fue nuevamente reformado para facilitar la construcción de la autopista M-30. Hasta 2007, año en el que esta vía fue soterrada, la M-30 pasaba por debajo de dos pasos elevados instalados en sus extremos, realizados en la línea del trazado del puente.
Las obras de soterramiento de la M-30 dejaron al descubierto diferentes restos arqueológicos, correspondientes a un primitivo puente situado unos 95 m al norte del actual. Se han encontrado los vestigios de un pilar con tajamar y los arranques de dos arcos de medio punto. Actualmente forma parte del Parque Madrid Río, zona peatonal y de recreo en los márgenes del río Manzanares.

## Arquitectura
El puente está realizado en sillares de granito y consta de nueve ojos con arcos de medio punto almohadillados. Sus pilares aparecen custodiados por tajamares rematados cónicamente.
El arco de mayor anchura es el central. A partir de este la luz de los arcos decrece gradual y simétricamente hacia ambos lados, siendo los de menor ancho los ubicados en cada extremo. 
El puente está coronado por un sencillo antepecho, que recorre la línea de imposta. Por encima de ésta asoman unos adornos esféricos de granito, que se sitúan siguiendo la vertical de los pilares.

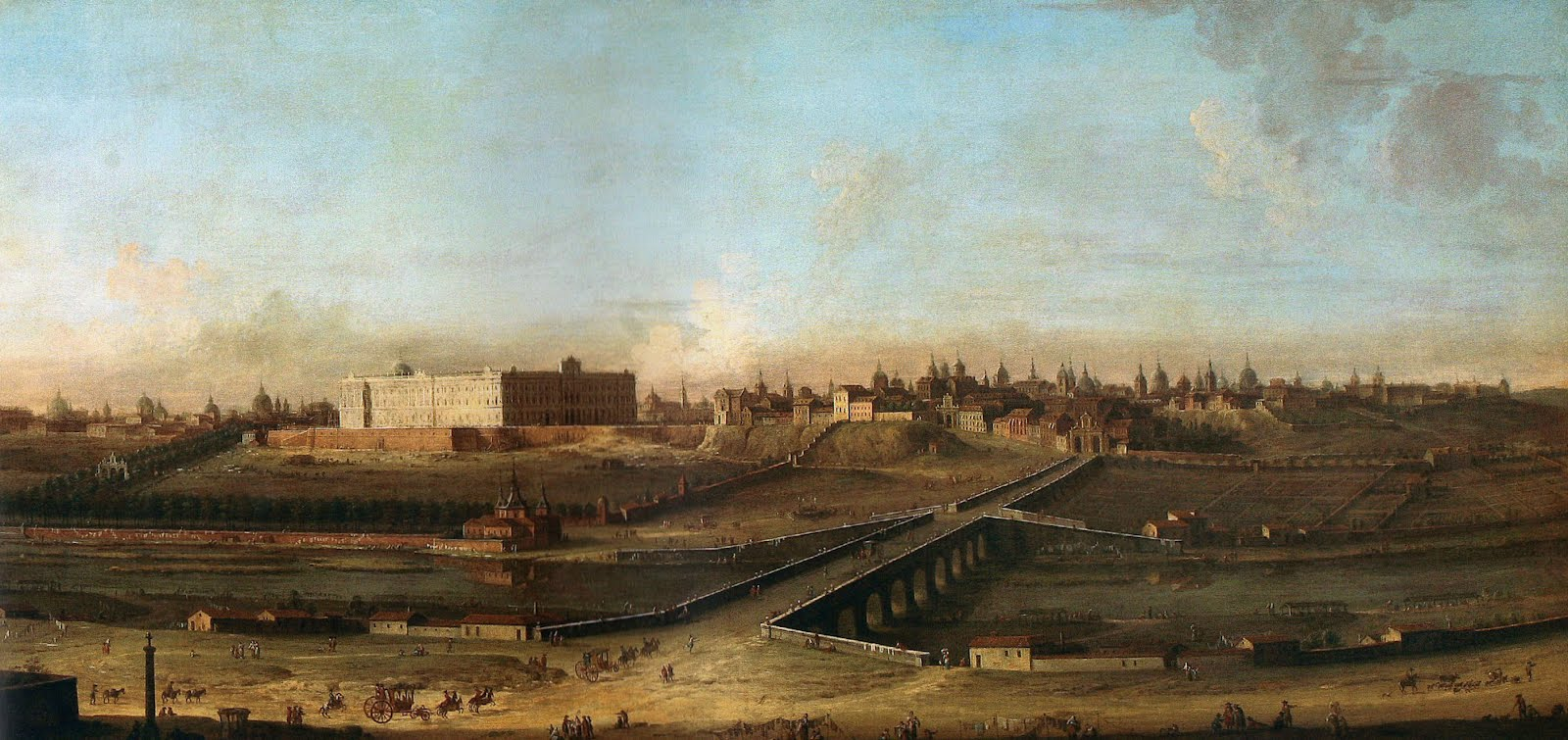
Vista de Madrid desde el Sur, frente a la puente segoviana. "Vedutta" del año 1753 del pintor modenés Antonio Joli. Además del puente y su tráfico de calesas, caballerías y población a pie, preside la composición el nuevo Palacio Real de los borbones españoles y un horizonte de torres, cúpulas y campanarios de la Villa de Madrid. Se perciben también en ambas orillas los famosos tendederos de ropa de las lavanderas del río Manzanares. La imagen del cuadro original está recortada por su límite inferior. Debajo del descampado de los futuros jardines en el llamado Campo del Moro, aparece, junto al río, la ermita de la Virgen del Puerto, construida en 1716. A su izquierda, un poco más arriba, en el extremo de la pintura, está la puerta de San Vicente, puerta de acceso a Madrid diseñada por Pedro de Ribera a instancias del marqués de Vadillo en 1726.

## En la cultura popular
El Puente de Segovia, al igual que el río Manzanares, fueron objeto de mofa por parte de novelistas y poetas del Siglo de Oro debido a que la majestuosidad del puente quedaba eclipsada por el poco caudal del río. Francisco de Quevedo, Luis Góngora, Lope de Vega o Tirso de Molina llegaron a dedicar versos al puente; Lope de Vega, en su soneto "Laméntase Manzanares de tener tan gran puente" (1634), arremete contra el puente segoviana diciendo: «¡Quítenme aquesta puente que me mata, / señores regidores de la Villa! [...] / Pues yo con la mitad estoy contento, / tráiganle sus mercedes otro río / que le sirva de huésped de aposento».